# Ricard Belis i Garcia
Ricard Belis i Garcia (Barcelona, 1964) és un periodista i escriptor català, realitzador de nombrosos documentals.
Va néixer el 1964 a la ciutat de Barcelona. Va estudiar Ciències de la informació a la Universitat Autònoma de Barcelona i des de 1987 és realitzador de televisió.
Entre 1991 i 2008 va treballar al programa 30 minuts de Televisió de Catalunya, on va realitzar reportatges com Solidaris fora de la llei, Els nens dels camions (premi Unicef 2002), Murs, Les fosses del silenci (Premi a la millor direcció al Festival de Cinema i Drets Humans de Barcelona), El comboi dels 927, El fotògraf de l'èxode (premi Mans Unides 2007) o Ramon Perera, l'home dels refugis (medalla de bronze al New York Festival i primer premi del festival Memorimage).
També ha treballat amb Dolors Genovès, amb qui ha realitzat els documentals Operació Nikolai (1992) i Cambó (1996).
L'any 2002 va fer, juntament amb la periodista Montse Armengou, el reportatge Els nens perduts del franquisme", pel qual foren guardonats amb el Premi Nacional de Periodisme concedit per la Generalitat de Catalunya, per la seva aportació rellevant al periodisme d'investigació històrica que representa un progrés en aquest gènere periodístic en la televisió.Tots dos van obtenir també els premis Liberpress 2003 i Dignitat 2008 pel conjunt de la seva tasca de recuperació de la Memòria Històrica.
Des de l'any 2008 treballa al departament de documentals de Televisió de Catalunya, on va col·laborar en la posada en marxa del nou programa de documentals Sense ficció. En aquest programa va estrenar, entre d'altres, els documentals Torneu-me el fill! (2011), un treball sobre les irregularitats en les adopcions durant el franquisme, Què mengem? (2012), reportatge sobre tots els tòxics que porten amagats els aliments, Avi et trauré d'aquí! (2013), votat pels espectadors com a millor documental dels primers cinc anys del programa, A la dreta i més enllà (2014) sobre l'auge de l'extrema dreta a Europa i l'estat espanyol, Els internats de la por (2015), un treball sobre els càstigs i abusos que van patir milers de nens en reclosos en institucions de caritat, Jo també vull sexe (2016), premi Tilfos de la ONCE i amb Albert Elfa va produir els documentals Llibertats empresonades, Amenaça totalitària i Manipulats (2020). L'any 2021, juntament amb Carles Prats, va dirigir el documental Kilowatts d'aigua. El negoci del segle.
Juntament amb la seva companya de feina, Montse Armengou, ha escrit diversos llibres. L'any 2015 tots dos van obtenir el Premi Bones Pràctiques de Comunicació no Sexista de l'Associació de Dones Periodistes de Catalunya pel documental Els internats de la por.